# Концепція історична
Концепція історична

Термін "історична концепція" має багато значень і вживається для іменування:

а) системи поглядів на історичні факти;

б) певного способу розуміння, тлумачення та узагальнення історичних явищ і подій;

в) системи доказів тих чи ін. історіографічних положень;

г) сукупності історіографічних фактів, пов'язаних з поглядами на історичний процес окремих істориків, наукових шкіл, напрямів;

ґ) головної ідеї, якою керується автор під час дослідження історичного процесу, тощо.
Як система поглядів чи ідея К.і. ґрунтується на тих чи ін. світоглядних та методологічних засадах і визначає методику відбору й вивчення , а також характер трактування історичних явищ і подій тощо. Аналіз конкретної К.і. потребує вивчення суспільно-політичних обставин творчості та особливостей світогляду її автора (авторів), наявної для періоду її творення наукової методології, проблематики й джерельної бази тощо. Такий аналіз неможливий без комплексного вивчення розвитку пізнання історичного і, у свою чергу, є складовою вивчення історії. Він дає змогу, зокрема, реконструювати ідеї, емоції та ментальні структури суспільства певного періоду.